# Brian Ledbetter

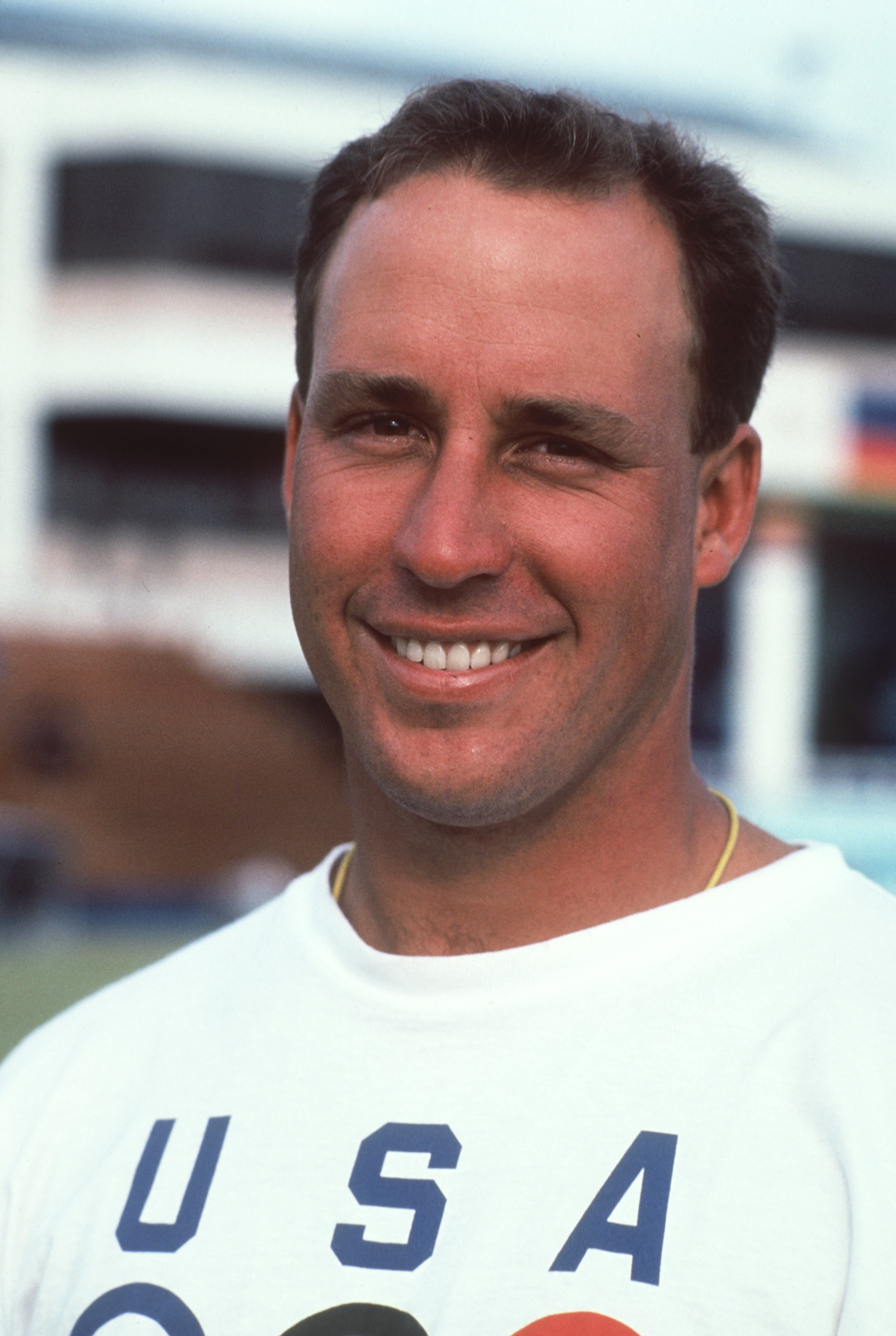
Brian Ledbetter

Brian Ledbetter, född den 18 november 1963 i San Diego, Kalifornien, är en amerikansk seglare.
Han tog OS-silver i finnjolle i samband med de olympiska seglingstävlingarna 1992 i Barcelona.